# Egotel muntanyenc
L'egotel muntanyenc (Aegotheles albertisi) és una espècie d'ocell de la família dels egotèlids (Aegothelidae). Habita els boscos de muntanya de Nova Guinea.